# Oprah Winfrey

Chữ ký của Oprah Winfrey

Oprah Gail Winfrey (tên khai sinh Orpah Gail Winfrey; sinh ngày 29 tháng 1 năm 1954) là một nữ giám đốc truyền thông, diễn viên, người dẫn chương trình trò chuyện, nhà sản xuất truyền hình và nhà từ thiện người Mỹ. Bà được biết đến với chương trình trò chuyện The Oprah Winfrey Show, đây là chương trình truyền hình được đánh giá cao nhất trong lịch sử và được phát sóng trên toàn quốc trong vòng 25 năm liên tục, từ năm 1986 đến 2011 từ Chicago. Được mệnh danh là "Nữ hoàng của mọi phương tiện truyền thông", bà là người Mỹ gốc Phi giàu nhất thế kỷ 20 và là tỷ phú da đen đầu tiên của Bắc Mỹ, cũng như được đánh giá là nhà từ thiện da đen vĩ đại nhất trong lịch sử nước Mỹ. Đến năm 2007, trong một vài thời điểm, bà cũng được đánh giá là người phụ nữ có ảnh hưởng nhất trên thế giới.
Winfrey sinh ra trong nghèo khó ở vùng nông thôn Mississippi, bà trở thành mẹ đơn thân ở tuổi vị thành niên và sau đó trải qua những năm tháng thiếu niên ở thành phố Milwaukee. Bà chia sẻ rằng bản thân đã bị quấy rối tình dục trong thời thơ ấu cho tới đầu tuổi vị thành niên, dẫn đến việc mang thai ở tuổi 14; con trai của Winfrey bị sinh non và mất khi còn ẵm ngửa. Winfrey sau đó được gửi đến sống với người đàn ông mà bà gọi là cha mình, Vernon Winfrey, một thợ cắt tóc ở Tennessee, và tìm được một công việc trong đài phát thanh khi còn học trung học. Năm 19 tuổi, bà trở thành người dẫn chương trình tin tức buổi tối địa phương. Lối giao tiếp thường đầy cảm xúc của Winfrey sau này đã dẫn dắt bà chuyển hướng sang lĩnh vực chương trình trò chuyện ban ngày, và sau khi góp phần thúc đẩy chương trình trò chuyện địa phương ở Chicago xếp hạng thứ ba lên vị trí đầu bảng, bà đã thành lập công ty sản xuất truyền hình của riêng mình và trở thành công ty quốc tế.
Vào giữa những năm 1990, Winfrey đã tái định nghĩa chương trình của mình với trọng tâm là văn học, tự phát triển bản thân, chánh niệm và tâm linh. Mặc dù bị chỉ trích vì gỡ bỏ những ràng buộc văn hóa thú tội (confession), thúc đẩy các ý tưởng tự giúp đỡ bản thân gây tranh cãi, và có kiểu cách tiếp cận tập trung vào cảm xúc, bà cũng được khen ngợi vì đã vượt qua nghịch cảnh để trở thành ân nhân cho người khác. Winfrey cũng đã nổi lên như một lực lượng chính trị trong cuộc đua tổng thống năm 2008, mang lại khoảng một triệu phiếu bầu cho Barack Obama trong cuộc bầu cử sơ bộ năm 2008 của đảng Dân chủ. Năm 2013, Winfrey đã được Tổng thống Obama trao tặng Huân chương Tự do Tổng thống và bằng tiến sĩ danh dự của Đại học Duke và Harvard. Năm 2008, cô thành lập mạng truyền hình của riêng mình, Oprah Winfrey Network (OWN).
Được cho là đã tạo ra một hình thức giao tiếp truyền thông thân mật hơn, Winfrey đã phổ biến và cách mạng hóa thể loại thảo luận lá cải do Phil Donahue đi tiên phong. Thông qua phương tiện truyền thông này, Winfrey đã phá vỡ những điều cấm kỵ trong thế kỷ 20 và cho phép người LGBT vào giới truyền thông thông qua việc họ nhiều lần xuất hiện trên truyền hình. Năm 1994, cô được giới thiệu vào Nhà lưu danh Phụ nữ Quốc gia. Winfrey đã giành được nhiều giải thưởng trong suốt sự nghiệp của mình, bao gồm 18 giải Daytime Emmy, bao gồm Giải thưởng Thành tựu trọn đời và Giải thưởng của Chủ tịch, hai giải Primetime Emmy, bao gồm Giải thưởng Nhân đạo Bob Hope, một giải Tony, một giải thưởng Peabody và Giải thưởng Nhân đạo Jean Hersholt, được trao bởi Viện Hàn lâm Khoa học và Nghệ thuật Điện ảnh và hai đề cử Giải Oscar bổ sung. Winfrey được bầu làm thành viên của Viện Hàn lâm Khoa học và Nghệ thuật Hoa Kỳ vào năm 2021.

## Tuổi trẻ
Winfrey chào đời tại Kosciusko, tiểu bang Mississippi (Hoa Kỳ) ngày 29 tháng 1 năm 1954 trong một gia đình nghèo là tín hữu thuộc giáo phái Baptist, được đặt tên Orpah Gail Winfrey, theo một nhân vật trong sách Ruth (Ru-tơ) của Kinh Thánh, nhưng bà đỡ khi viết giấy khai sinh đã đánh vần sai tên này và từ đó cô bé mang tên Oprah. Mẹ của Oprah, Vernita Lee, là một người hầu phòng, cha cô, Vernon Winfrey, là thợ mỏ, về sau hành nghề hớt tóc, cuối cùng là nghị viên thành phố. Lúc cô bé chào đời, người cha đang ở trong quân đội. Cha mẹ của cô lấy nhau khi chưa đến hai mươi tuổi và không đăng ký kết hôn. Sau khi sinh Oprah, mẹ bà phải chuyển tới phương Bắc để kiếm việc làm, vì vậy cô sống sáu năm trong sự chăm sóc của bà ngoại Haitee Mae (15/9/1900 - 27/1/1963). Tuy công việc đồng áng cực khổ nhưng bà ngoại đã dạy Oprah đọc và đưa cô đến nhà thờ, ở đây cô được gọi với biệt danh "Nhà thuyết giáo" do khả năng trưng dẫn Kinh Thánh của cô. Bà ngoại đã giúp cô nên người với cách dạy dỗ khá nghiêm khắc, khi cần thiết bà dùng một cây roi nhỏ (ở miền Nam đó là một cây roi mềm, chỉ có tác dụng tâm lý hơn là gây đau đớn cho trẻ bị đòn) để nhắc nhở Oprah khi cô không chịu làm việc nhà hoặc sai trái trong cư xử.
Khi còn bé, Oprah đã tỏ ra rất thông minh và có quyết tâm cao, cô tập đọc khi mới vừa lên hai. Lên sáu Winfrey đến sống với mẹ ở Milwaukee mặc dù cô bé không thể tìm thấy nơi mẹ sự hỗ trợ và khích lệ như ở bà ngoại. Ở đây Winfrey phải chịu đựng một số ngược đãi vì làn da khá sẫm màu của mình như bị buộc phải ngủ ngoài hiên nhà trong lạnh giá cũng như bị nhục mạ vì gương mặt của cô. Oprah thuật lại rằng cô đã bị cưỡng bức khi mới lên chín và thường bị dụ dỗ bởi người bạn trai của người dì họ, Oprah trượt dần vào cuộc sống phóng đãng. Lúc 14 tuổi, cô đến sống với cha ở Nashville, Tennessee.
Cha cô, Vernon, nghiêm khắc nhưng biết cách khích lệ và xem việc học của cô con gái là ưu tiên hàng đầu. Winfrey trở thành học sinh xuất sắc và được cấp học bổng toàn phần để theo học tại Đại học Tiểu bang Tennessee, một cơ sở giáo dục lâu đời dành riêng cho người da đen. Tại đây Winfrey theo học ngành truyền thông học. Lúc 18 tuổi, Winfrey giành được chiến thắng trong cuộc thi hoa hậu da đen tiểu bang Tennessee.
Từ khi Winfrey mới biết nói, bà ngoại tin rằng cô sẽ xuất hiện trên sân khấu. Khi còn bé Winfrey đã chơi trò phỏng vấn búp bê và quạ trên hàng rào của nhà cô, nhưng sự nghiệp của cô trong thế giới truyền thông chỉ đến khi cô vừa được mười bảy tuổi, làm việc cho một chương trình phát thanh của trường trung học.
Khi được nhận vào làm việc cho một đài truyền hình địa phương, đài WTVF-TV của Nashiville, Winfrey là người dẫn chương trình tin tức trẻ nhất cũng là phụ nữ da đen đầu tiên được giao dẫn chương trình tin tức ở đây. Năm 1976, Winfrey đến làm việc cho đài WJZ-TV ở Baltimore, là người đồng dẫn chương trình tin tức lúc sáu giờ. Rồi cô được tuyển dụng để cùng Richard Sher dẫn chương trình đối thoại địa phương của WJZ, People Are Talking (Người dân lên tiếng), phát sóng lần đầu ngày 14 tháng 8 năm 1978.

## Sự nghiệp

### Truyền hình
Năm 1983, Winfrey đến thành phố Chicago, tiểu bang Illinois để dẫn chương trình AM Chicago của WLS-TV khi ấy đang ở thứ hạng thấp về số lượng khán giả. Khi phần đầu chương trình do Winfrey thực hiện được phát sóng ngày 2 tháng 2 năm 1984, chương trình gặt hái thành công và được đổi tên thành Chương trình Oprah Winfrey, kéo dài thời lượng lên đến một tiếng đồng hồ, từ ngày 8 tháng 9 năm 1986 được phủ sóng toàn quốc. Đến giữa thập niên 1990, nội dung chương trình trở nên nghiêm túc hơn, trình bày những vấn đề mà Winfrey cho là hệ trọng đối với phụ nữ như sự thiếu chung thủy, lạm dụng trẻ em và giải phẫu thẩm mỹ. Winfrey thường phỏng vấn những người nổi tiếng về những lĩnh vực họ có liên quan như ung thư, công việc từ thiện, hay sự ngược đãi. Winfrey cũng phỏng vấn những người bình thường nhưng đã thực hiện những điều đặc biệt hoặc có liên quan đến những vụ việc quan trọng đương thời. Một trong những chương trình trong những năm gần đây là "Wildest Dreams" tour, biến ước mơ của nhiều người thành hiện thực như mơ ước về một ngôi nhà mới, một lần gặp gỡ với người nghệ sĩ họ yêu thích, hoặc một lần xuất hiện trong một chương trình truyền hình nổi tiếng với vai trò người dẫn chương trình. Những buổi thảo luận không chính thức và những buổi đối thoại hỏi đáp với các nhân vật nổi tiếng sau chương trình được phát sóng trong nội dung của Oprah After The Show (Oprah ở hậu trường) trên đài Oxygen của cô.
Khi xảy ra một vụ kiện chống lại cô, Winfrey thuê công ty Courtroom Sciences, Inc. của Tiến sĩ Phil MacGraw giúp cô phân tích và xác định thái độ của bồi thẩm đoàn. Tiến sĩ Phil đã gây ấn tượng tốt đến nỗi Winfrey mời ông xuất hiện trên chương trình truyền hình, và đó là một thành công vang dội. Từ đó McGraw xuất hiện trên The Oprah Winfrey Show Lưu trữ ngày 3 tháng 2 năm 2007 tại Wayback Machine trong vài năm trước khi ông thực hiện một chương trình riêng cho mình, Tiến sĩ Phil, năm 2004, được thực hiện bởi công ty sản xuất của Winfrey, Harpo Productions.
Có lẽ chương trình nổi tiếng nhất của Oprah là tập đầu của The Oprah Winfrey Show mùa truyền hình (season) thứ 19 vào mùa thu năm 2004, mỗi khán giả tham dự chương trình được tặng một chiếc xe mới hiệu Pontiac G6; có 276 chiếc là quà tặng của hãng xe Pontiac như là một phần trong chương trình quảng bá hình ảnh của hãng.
Buổi Hòa nhạc Giải thưởng Nobel Hòa bình năm 2004 được hướng dẫn bởi Oprah và Tom Cruise với sự tham gia của các nghệ sĩ biểu diễn như Cyndi Lauper, Andrea Bocelli, Joss Stone, Chris Botti, Diana Krall, Tony Bennett và những nghệ sĩ khác. Buổi hòa nhạc được phát sóng trên toàn quốc ngày 23 tháng 12 năm 2004 bởi E! (Entertainment Television – Kênh truyền hình Giải trí). Trong năm 2005, một câu lạc bộ người hâm mộ không chính thức tổ chức vận động đề cử Oprah tranh Giải thưởng Nobel Hòa bình.
Winfrey còn là người đồng sáng lập mạng lưới truyền hình cáp dành cho phụ nữ Oxygen, và là chủ tịch công ty Harpo Productions (Harpo tức là Oprah đánh vần ngược).

### Điện ảnh
Năm 1985, Winfrey tham gia vào một phim chuyển thể từ một tác phẩm văn học đã đoạt giải của Alice Walker, The Color Purple. Winfrey nhận được sự tán thưởng trong vai một người vợ trong hoàn cảnh cùng quẫn. Năm sau, Winfrey được đề cử vai nữ phụ xuất sắc nhất cho Giải thưởng Oscar, nhưng bị mất nó về tay Anjelica Huston. The Color Purple được dựng thành vở nhạc kịch trình diễn tại Broadway vào cuối năm 2005 với Oprah là nhà sản xuất.
Tháng 10 năm 1998, Oprah tham gia làm phim Beloved, dựa trên tác phẩm văn học cùng tên đoạt Giải thưởng Pulitzer của Tom Morrison, trong vai trò của nhà sản xuất và diễn viên. Để chuẩn bị cho vai diễn Sethe trong phim (vai chính từng là nô lệ) Oprah phải trải qua kinh nghiệm của một nô lệ trong 24 giờ như bị trói, bịt mắt và bỏ rơi trong rừng. Mặc dù Winfrey dành trọn hai chương trình truyền hình và tiêu tốn cho quảng cáo, cuốn phim bị lỗ xấp xỉ 20 triệu USD.
Năm 2005, công ty Harpo Productions tung ra một xuất phẩm chuyển thể từ một tiểu thuyết nổi tiếng của Zora Neal Hurston, Their Eyes Were Watching God (1937). Tác phẩm làm cho truyền hình này dựa trên kịch bản của Suzan-Lori Parks với vai nữ chính được giao cho Halle Berry.
Winfrey là người được trao Giải thưởng Nhân đạo Bob Hope tại lễ trao giải Emmy năm 2002 vì những cống hiến cho truyền hình và điện ảnh. Năm 2004, Oprah và nhóm làm phim thực hiện một chương trình tựa đề Lòng tử tế trong lễ Giáng sinh, trong đó, Winfrey với người bạn thân Gayle, đồng sự Stedman Graham và đoàn làm phim đến Nam Phi làm phóng sự về hoàn cảnh của trẻ em đang sống trong nghèo đói và sống chung với AIDS. Trong chuyến đi kéo dài 21 ngày, Oprah và đoàn làm phim đến thăm các trường học và trại mồ côi trong các khu dân cư nghèo và những nơi khác trong vùng, phân phát quà Giáng sinh cho 50.000 trẻ em, búp bê cho bé gái và bóng đá cho bé trai. Mỗi em đều được tặng một ba lô chứa đầy dụng cụ học tập cũng như hai bộ đồng phục đến trường, hai đôi vớ, hai bộ đồ lót và một đôi giày. Qua chương trình truyền hình của mình, Oprah kêu gọi khán giả đóng góp cho Mạng lưới Thiên thần của Oprah dành cho trẻ em Phi châu bị nhiễm AIDS và đang sống trong nghèo khó với lời hứa sẽ đích thân kiểm tra việc sử dụng số tiền quyên góp. Chỉ trong lần kêu gọi ấy, khán giả trên khắp thế giới đã gởi về 7 triệu USD.

### Sách và Tạp chí
Winfrey xuất bản hai tạp chí: O, The Oprah Magazine và O at Home và là đồng tác giả của năm cuốn sách.

### Online
Oprah.com là trang điện tử viết về cuộc sống của phụ nữ, cung cấp tư vấn về mọi lãnh vực từ đời sống vật chất đến đời sống tinh thần, từ các vấn đề dinh dưỡng, thực phẩm đến các vấn đề tâm linh, từ chuyện nội trợ đến quan hệ ngoài xã hội. Trang web cũng cung cấp toàn bộ nguồn thông tin về chương trình truyền hình Oprah Winfrey, nội dung tương tác độc quyền dựa trên tạp chí O, Oprah và còn có các nội dung khác như Câu lạc bộ đọc sách Oprah, cung cấp hướng dẫn chi tiết, tỉ mỉ về các tuyển tập sách, những nhóm thảo luận trên mạng và những buổi họp thảo luận với những nhà chuyên môn. Năm 2003, Winfrey tái xúc tiến Câu lạc bộ sách Oprah với một bộ phận hoạt động trên mạng, mau chóng trở thành câu lạc bộ sách lớn nhất thế giới với hơn 670.000 thành viên.
Từ đó, Winfrey sử dụng Oprah.com để tiếp nối nỗ lực chống lại những kẻ lạm dụng trẻ em bằng cách vận động gây quỹ hơn 3 triệu USD cho nạn nhân cơn bão Katrina và giúp bắt giữ 4 kẻ lạm dụng trẻ em. Trung bình Oprah.com có hơn 100 triệu lượt người truy cập và hơn 3 triệu thành viên (user) mỗi tháng. Còn câu lạc bộ sách phát triển số thành viên lên đến 800.000 người.

### Phát thanh

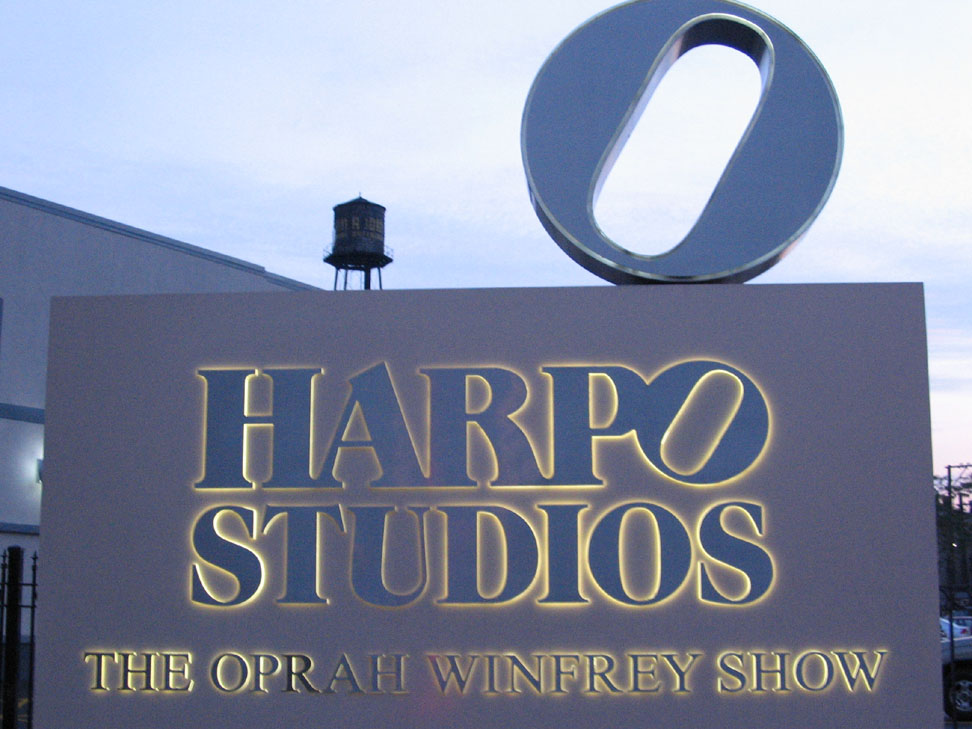
Bảng đằng trước xưởng Harpo Studios của Oprah Winfrey tại Chicago, Illinois

Ngày 9 tháng 2 năm 2006, Oprah ký một hợp đồng thời hạn 3 năm trị giá 55 triệu USD với Đài Phát thanh Vệ tinh XM thiết lập một kênh phát thanh mới, Oprah & Những người bạn, với sự xuất hiện của những người từng cộng tác với Winfrey trong The Oprah Winfrey Show và ‘O’ Magazine như Nate Berkus, Tiến sĩ Mehmet Oz, Bob Greene, Tiến sĩ Robin Smith và Marianne Williamson. Theo hợp đồng, Winfrey phải lên sóng 30 phút mỗi tuần và 39 tuần mỗi năm. Winfrey xuất hiện trong chương trình 30 phút hằng tuần với người bạn Gayle King. Nhắm vào sự kiện Winfrey nhận một số tiền lớn chỉ để lên sóng trong một thời lượng tương đối ngắn, những nhà phân tích cho rằng đây là một sai lầm của XM và đề nghị ban giám đốc nên từ chức. Vì thính giả của Winfrey cực kỳ trung thành với cô, nên vấn đề còn lại là phát sóng 30 phút mỗi tuần có đủ để phát triển lượng thính giả đăng ký hay không. Kênh này sẽ được phát sóng từ một phong thu mới trong trụ sở của Oprah tại Chicago, thời điểm phát sóng được ấn định là tháng 9 năm 2006.

## Đầu tư
Theo Tạp chí Forbes năm 2006, Oprah Winfrey sở hữu một mạng lưới internet trị giá lên đến 1,4 tỷ USD. Hiện Winfrey đang sống trong một điền trang riêng rộng 42 mẫu Anh (170.000 m²) nhìn ra biển. Điền trang được đặt tên "Đất Hứa" này tọa lạc ở Montecito, tiểu bang California, bên ngoài Santa Barbara. Người ta đồn rằng Winfrey có mặt trong một buổi họp mặt mà người chủ cũ của điền trang đang chơi súc sắc, và vì quá thích nơi này Winfrey, theo lời đồn, quyết định mua nó và ký ngay một ngân phiếu 50 triệu USD mặc dù người chủ chưa có ý định bán lãnh địa này. Winfrey cũng có một ngôi nhà ở Lavalette, tiểu bang New Jersey.
Winfrey chưa bao giờ kết hôn, nhưng nhiều người tin rằng cô vẫn sống chung với một đồng sự, Stedman Graham, trong gần hai mươi năm. Trong khi hầu hết mọi người tin đây là mối quan hệ nghiêm túc thì một số người cho rằng hầu như chỉ là những quan hệ xã hội; trong thực tế Graham là người đồng sáng lập và là chủ sở hữu một công ty chuyên về quan hệ công chúng của riêng ông.
Mặc dù là một nhân vật nổi tiếng và là một tỉ phú, năm 2004 Winfrey tham gia một bồi thẩm đoàn trong một vụ án mạng. Vụ án được xét xử ở thành phố Chicago, tiểu bang Illinois; bị cáo là một người đàn ông bị cáo buộc giết người sau khi cãi nhau về một tờ bạc giả trị giá 50 đô la. Bồi thẩm đoàn biểu quyết người đàn ông có tội.
Năm 1998, Oprah thành lập Mạng lưới Thiên thần của Oprah, một tổ chức từ thiện với mục tiêu khuyến khích mọi người trên khắp thế giới giúp thay đổi cuộc sống của những người bất hạnh. Mạng lưới Thiên thần của Oprah hỗ trợ các đề án từ thiện và cung cấp ngân quỹ cho các tổ chức phi lợi nhuận trên khắp thế giới cùng chia sẻ mục tiêu này. Đến nay, Mạng lưới Thiên thần của Oprah đã quyên góp hơn 80 triệu đô la. Oprah tự bỏ tiền túi để chi trả cho các khoản chi phí về hành chính và quản trị, như thế toàn bộ số tiền được sử dụng cho các chương trình từ thiện.
Hợp tác với chương trình của hãng truyền hình PBS thực hiện năm 2006, African American Lives (Những cuộc đời người Mỹ gốc Phi), Oprah đã đi thử DNA. Xét nghiệm di truyền về nguồn gốc chủng tộc này chỉ ra rằng dòng dõi bên ngoại của Oprah thuộc nhóm chủng tộc Kpelle, sống trên vùng đất nay là nước Liberia. Nó cũng xác định rằng Winfrey có mang trong mình dòng máu da đỏ (khoảng 8%) và Đông Á (khoảng 5%).

## Ảnh hưởng
Hiện nay, theo bảng xếp hạng của Tạp chí Forbes, Winfrey là một trong những nhân vật nổi tiếng có nhiều quyền lực nhất trên thế giới. Winfrey cũng là phụ nữ Mỹ gốc Phi đầu tiên có tên trong danh sách các tỉ phú.
Cuối thập niên 1990, Winfrey giới thiệu Câu lạc bộ Sách Oprah như là một phần trong chương trình truyền hình của cô, tập chú vào các tác phẩm mới và các tác phẩm kinh điển, thành công trong việc hướng sự chú ý của dư luận vào các tác phẩm còn trong bóng tối. Ảnh hưởng của câu lạc bộ sách lớn đến nỗi bất cứ tác phẩm nào được Winfrey giới thiệu trong tuyển tập của câu lạc bộ sách, ngay lập tức trở thành sách bán chạy nhất (điều này được xem là hiện tượng Hiệu ứng Oprah).

## Chỉ trích
Nhiều người cho rằng thành công của Winfrey một phần nhờ vào sự thiên vị về chủng tộc và giới tính. Khi bàn về sự thiếu chung thủy, Winfrey thường đề cập đến những người đàn ông phản bội và những người vợ bị lừa dối, chỉ nhắc đến cách sơ sài những phụ nữ thiếu chung thủy và lướt nhanh qua những phê phán dành cho họ.
Đôi khi câu lạc bộ sách của Oprah tuyển chọn những tác phẩm được xem là thuộc thị hiếu thấp, điển hình là một trong những tác giả có sách được chọn, Jonathan Franzen không đồng ý về đặc ân này, cho rằng sự tuyển chọn của câu lạc bộ sẽ làm sút giảm uy tín văn học của ông.
Nhiều người cũng nhận ra rằng có những thời điểm khi các nhân vật nổi tiếng xuất hiện trong chương trình truyền hình của Winfrey, "đi ra" và làm công tác từ thiện (như chăm sóc trẻ bệnh tật) gần như trùng khớp với thời điểm họ cho tung ra thị trường một sản phẩm nào đó (chẳng hạn một cuốn phim mà họ đóng vai chính hoặc một album nhạc). Đối với nhiều người thì điều này không chỉ là tầm thường hóa những mục tiêu cao đẹp mà còn biến chúng thành những phương tiện tiếp thị, hoặc tệ hơn nữa, hầu như là một hành vi lạm dụng, nhất là khi liên quan đến trẻ em.

## Tác phẩm

### Truyền hình
- Before Women Had Wings (1997) (Winfrey là nhà sản xuất)
- There Are No Children Here (1993)
- Lincoln (1992) (phim tài liệu) (Winfrey là người dẫn chuyện)
- Brewster Place (1990 - 1991)
- The Women of Brewster Place (1989) (Winfrey là nhà sản xuất)
- The Oprah Winfrey Show (1986 - đến nay)

### Phim
- Bee Movie (2007) (lồng tiếng)
- Charlotte's Web (2006)
- Emmanuel's Gift (2005) (phim tài liệu) (Winfrey là người dẫn chuyện)
- Brothers of the Borderland (2004) (phim ngắn) (Winfrey là người dẫn chuyện)
- Unchained Memories: Readings from the Slave Narratives (2003) (phim tài liệu) (Winfrey là người dẫn chuyện)
- Beloved (1998)
- Listen Up: The Lives of Quincy Jones (1990) (phim tài liệu)
- Throw Momma from the Train (1987) (Cameo)
- Native Son (1986)
- The Color Purple (1985)

### Sách
- Make the Connection: Ten Steps to a Better Body and a Better Life, tác giả: Bob Greene và Oprah Winfrey, 1999; ISBN 0-7868-8298-0.
- Journey to Beloved, Oprah Winfrey và Ken Regan, 1998; 0786864583.
- The Uncommon Wisdom of Oprah Winfrey: A Portrait in Her Own Words, Bill Adler (ed) và Oprah Winfrey, 1997; ISBN 1-55972-419-6.
- A Journal of Daily Renewal: The Companion to Make the Connection, Bob Greene và Oprah Winfrey, 1996; ISBN 0-7868-8215-8.
- In The Kitchen With Rosie: Oprah's Favorite Recipes, Rosie Daley và Oprah Winfrey, 1994; ISBN 0-679-43404-6.